# Томпсон, Джош
Джо́шуа Уи́льям То́мпсон (англ. Joshua William Thompson; 25 февраля 1991, Болтон, Англия), более известный как Джош То́мпсон (англ. Josh Thompson) — английский футболист, центральный защитник.

## Ранние годы
Джош Томпсон родился 25 февраля 1991 года в английском городе Болтон графства Большой Манчестер. Рос в местечке Атертон, расположенном неподалёку от его родного города.

## Клубная карьера

### «Стокпорт Каунти»
В юном возрасте Джош был приглашён в футбольную школу клуба «Стокпорт Каунти», в которой Томпсон дорос до игрока первой команды. Дебют защитника за основной состав «шляпников» состоялся 17 января 2009 года в домашней встрече «Каунти» с «Саутенд Юнайтед». Всего в сезоне 2008/09 Томпсон сыграл девять игр во Втором английском дивизионе.

### «Селтик»
Летом 2009 года молодым футболистом заинтересовались команды более высокого уровня — Джош был на просмотре в таких клубах, как «Вест Бромвич Альбион», «Манчестер Юнайтед» и «Питерборо Юнайтед». С последними Томпсон заключил даже предварительное соглашение.
Однако Джош отказался от предложения «Питерборо», когда на него вышли представители глазговского клуба «Селтик», с которым футболист и заключил контракт 8 августа 2009 года. В составе «кельтов» Томпсон дебютировал 16 января 2010 года в игре «бело-зелёных» против «Фалкирка» — англичанин вышел на замену на 30-й минуте встречи вместо, бывшего тогда капитаном «Селтика», Стивена Макмануса. Впервые в стартовом составе глазговцев Джош появился 24 января 2010 года в выездном победном матче своего клуба с «Сент-Джонстоном».
20 марта 2010 года Томпсон забил свой первый гол за профессиональную карьеру и за «Селтик», поразив на 16-й минуте матча ворота соперников «кельтов», коими вновь оказались «святые» из Перта. 13 апреля этого же года «дубль» Джоша принёс победу «бело-зелёным» в предпоследнем туре чемпионата Шотландии 2009/10, в котором глазговцы встречались с «Мотеруэллом». Матч закончился со счётом 2:1.

### «Рочдейл»
20 августа 2010 года Томпсон по годичному договору аренды перешёл в английский клуб «Рочдейл».
Дебют Джоша в первом составе «долинных» состоялся 26 августа, когда его новая команда в матче Кубка Лиги встречалась с «Бирмингем Сити». 11 сентября Томпсон забил свой первый гол за «Рочдейл», поразив ворота «Уолсолла». Всего за сезон 2010/11 Джош провёл за «долинных» 14 матчей, один раз отличившись забитым мячом.

### «Питерборо Юнайтед» и «Честерфилд»
8 августа 2011 года защитник вновь отправился в аренду — на этот раз на футбольный год 2011/12 он перебрался в клуб, состав которого чуть было не пополнил на постоянной основе в 2009 году — «Питерборо Юнайтед». Так и не проведя за «пош» ни одного матча, Томпсон 17 января 2012 года был отдан «Селтиком» по ссудному соглашению в команду «Честерфилд». Уже на следующий день Джош защищал цвета дербиширского коллектива в официальной встрече, коей был поединок розыгрыша Трофея Футбольной лиги против «Олдем Атлетик». 21 января Томпсон впервые отличился голом за «Честерфилд», нанеся точный результативный удар в матче с «Колчестер Юнайтед». Забитый мяч оказался победным для его команды: окончательный счёт поединка — 2:1 в пользу дербиширцев. 25 марта Джош поучаствовал в финальном поединке Трофея Футбольной лиги, в котором «Честерфилд» победил оппонентов из «Суиндон Таун», причём на этот матч Томпсон вывел своих одноклубников с капитанской повязкой — 2:0. По окончании футбольного года защитник вернулся в «Селтик».

### «Портсмут»
В последний день летнего трансферного окна 2012 года Томпсон был ссужен «кельтами» в клуб «Портсмут» на условиях полугодичной аренды. Позднее стало известно, что Джош стал полноправным членом английской команды после того, как по обоюдной договорённости с «Селтиком» его контракт с глазговцами был разорван. 9 сентября защитник впервые вышел на поле в футболке «Портсмута» — в тот день «помпи» выиграли у «Кроули Таун» со счётом 3:0.

### «Колчестер Юнайтед»
9 ноября Томпсон был сроком на месяц арендован командой «Колчестер Юнайтед». 28 декабря эссекский клуб договорился с «Портсмутом» о передаче прав на Джоша. С защитником был подписан полуторагодичный контракт, по которому он 1 января 2013 года стал полноправным членом команды «Колчестер».

## Сборная Англии
В июле 2010 года Томпсон в составе сборной Англии (до 19 лет) принял участие в чемпионате Европы для юношей до 19 лет, проходившем во Франции. На этом турнире молодые британцы дошли до полуфинала, где уступили сверстникам из Испании со счётом 1:3.

## Достижения
«Честерфилд»
- Обладатель Трофея Футбольной лиги: 2011/12

## Клубная статистика
| Клуб                         | Сезон                        | Чемпионат | Чемпионат | Кубок | Кубок | Кубок Лиги | Кубок Лиги | Трофей Футбольной Лиги | Трофей Футбольной Лиги | Еврокубки | Еврокубки | Итого | Итого |
| Клуб                         | Сезон                        | Игры      | Голы      | Игры  | Голы  | Игры       | Голы       | Игры                   | Голы                   | Игры      | Голы      | Игры  | Голы  |
| ---------------------------- | ---------------------------- | --------- | --------- | ----- | ----- | ---------- | ---------- | ---------------------- | ---------------------- | --------- | --------- | ----- | ----- |
| Стокпорт Каунти              | 2008/09                      | 9         | 0         | —     | —     | —          | —          | —                      | —                      | —         | —         | 9     | 0     |
| Всего за «Стокпорт Каунти»   | Всего за «Стокпорт Каунти»   | 9         | 0         | 0     | 0     | 0          | 0          | 0                      | 0                      | 0         | 0         | 9     | 0     |
| Селтик                       | 2009/10                      | 18        | 3         | 3     | 0     | —          | —          | —                      | —                      | —         | —         | 21    | 3     |
| Всего за «Селтик»            | Всего за «Селтик»            | 18        | 3         | 3     | 0     | 0          | 0          | 0                      | 0                      | 0         | 0         | 21    | 3     |
| Рочдейл                      | 2010/11                      | 12        | 1         | —     | —     | 1          | 0          | 1                      | 0                      | —         | —         | 14    | 1     |
| Всего за «Рочдейл»           | Всего за «Рочдейл»           | 12        | 1         | 0     | 0     | 1          | 0          | 1                      | 0                      | 0         | 0         | 14    | 1     |
| Честерфилд                   | 2011/12                      | 20        | 1         | —     | —     | —          | —          | 3                      | 0                      | —         | —         | 23    | 1     |
| Всего за «Честерфилд»        | Всего за «Честерфилд»        | 20        | 1         | 0     | 0     | 0          | 0          | 3                      | 0                      | 0         | 0         | 23    | 1     |
| Портсмут                     | 2012/13                      | 2         | 0         | —     | —     | —          | —          | 1                      | 0                      | —         | —         | 3     | 0     |
| Всего за «Портсмут»          | Всего за «Портсмут»          | 2         | 0         | 0     | 0     | 0          | 0          | 1                      | 0                      | 0         | 0         | 3     | 0     |
| Колчестер Юнайтед            | 2012/13                      | 22        | 0         | —     | —     | —          | —          | —                      | —                      | —         | —         | 22    | 0     |
| Колчестер Юнайтед            | 2013/14                      | —         | —         | —     | —     | —          | —          | 1                      | 0                      | —         | —         | 1     | 0     |
| Всего за «Колчестер Юнайтед» | Всего за «Колчестер Юнайтед» | 22        | 0         | 0     | 0     | 0          | 0          | 1                      | 0                      | 0         | 0         | 23    | 0     |
| Транмир Роверс               | 2014/15                      | 12        | 0         | 2     | 0     | —          | —          | 1                      | 0                      | —         | —         | 15    | 0     |
| Всего за «Транмир Роверс»    | Всего за «Транмир Роверс»    | 12        | 0         | 2     | 0     | 0          | 0          | 1                      | 0                      | 0         | 0         | 15    | 0     |
| Всего за карьеру             | Всего за карьеру             | 95        | 5         | 5     | 0     | 1          | 0          | 7                      | 0                      | 0         | 0         | 108   | 5     |

(откорректировано по состоянию на 7 марта 2015)